# Eskişarkaya, Şehitkamil
Eskişarkaya là một xã thuộc huyện Şehitkamil, tỉnh Gaziantep, Thổ Nhĩ Kỳ. Dân số thời điểm năm 2011 là 457 người.